# Strobe Edge
Strobe Edge (japanska: ストロボ・エッジ Sutorobo Ejji) är en japansk manga skriven och illustrerad av Io Sakisaka. Den började publiceras 2007 i shōjo mangatidningen Bessatsu Margaret och slutade publiceras 2010. Kapitlen är samlade och bundna i tankōbon av Shueisha under samma etikett som Bessatsu Margarets systertidning Margaret, Margaret Comics. Mangan har fått tillstånd att säljas i USA av VIZ Media och första volymen började säljas i november 2012. En film baserad på mangan och med samma titel som mangan, regisserad av Ryūichi Hiroki, kom 2015.

## Handling
Femtonåriga Ninako Kinoshita har aldrig varit kär innan hon på tåget till skolan möter den tysta Ren Ichinose, en av skolans populäraste killar. Ninako lär känna Ren och förälskar sig i honom, men ställs samtidigt inför det olyckliga faktumet att han har en flickvän sedan länge. Med huvudet högt förbereder Ninako sig för den psykiska smärtan i denna ensidiga kärlek. Men är detta verkligen en ensidig kärlek? Eller har något tyst såtts i Rens hjärta?

## Huvudkaraktärer

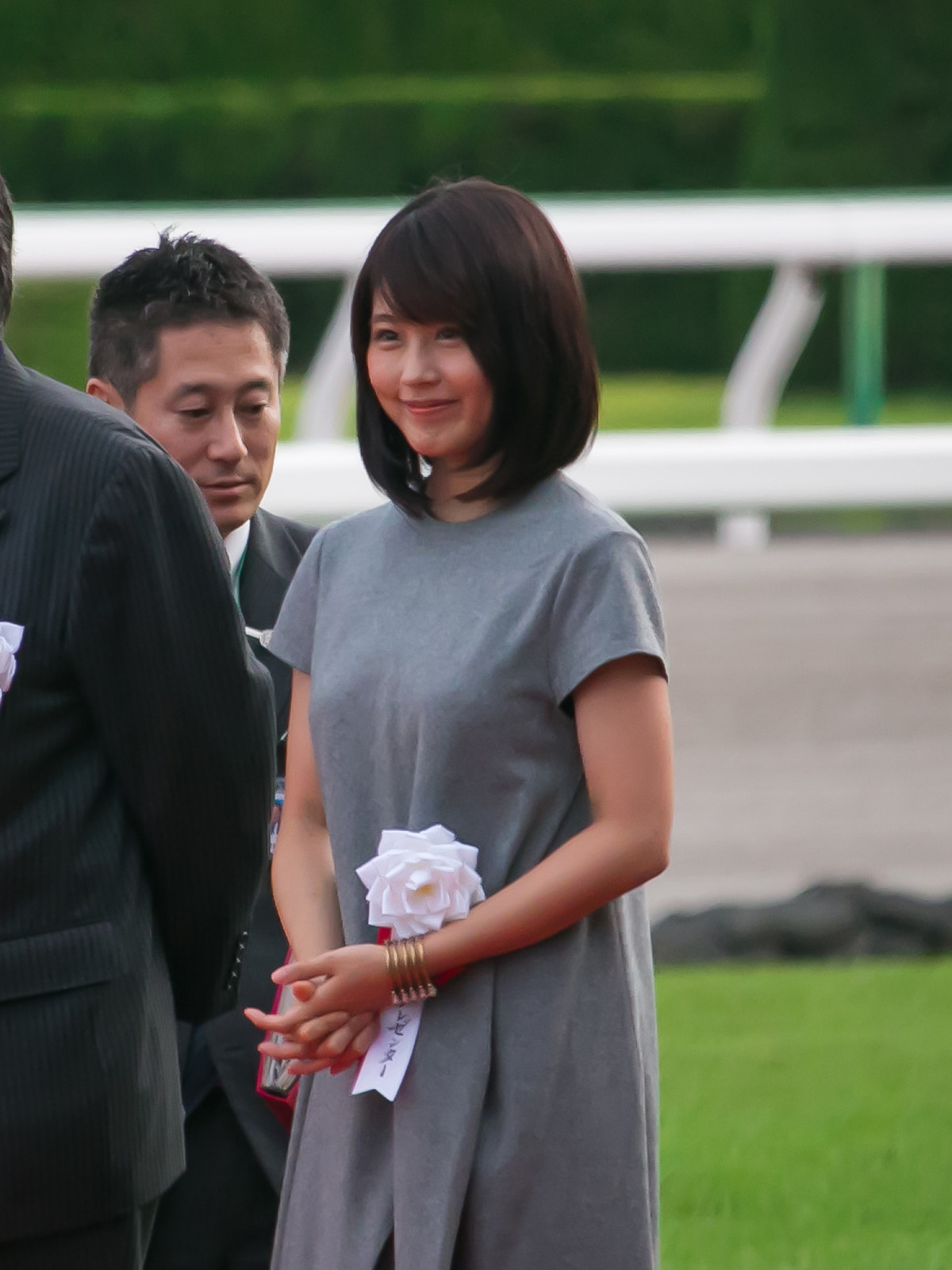
Kasumi Arimura som spelar rollen som Ninako i filmen Strobe Edge från 2015.

- Ninako Kinoshita (木下　仁菜子 Kinoshita Ninako), röst av Ayako Kawasumi (vomic), Aki Toyosaki (drama CD); skådespelare Kasumi Arimura

Ninako är den kvinnliga huvudkaraktären i Strobe Edge. Hon är en väldigt snäll tjej som förälskar sig i Ren Ichinose. När hon får reda på att Ren redan har en flickvän, bestämmer hon sig för att bara vara en vän och tyst hålla fast vid sina känslor. Hon är bra på de flesta ämnen i skolan, förutom matematik, som hon nämner ett antal gånger som sitt svagaste ämne. Ninako är mycket omtänksam och blygsam, villig att återgälda varje tjänst, även om det är något litet. När Andou försöker övertyga henne om att gå ut med honom, nobbar hon honom för att hon inte vill vara tillsammans med någon hon inte älskar. Hon vill hålla fast vid sina känslor för Ren, även om de inte är besvarade, eftersom det är honom hon är förälskad i.
- Ren Ichinose (一ノ瀬　連 Ichinose Ren), röst av Mamoru Miyano (vomic), Yūichi Nakamura (drama CD); skådespelare Sota Fukushi

Ren är den manliga huvudpersonen i mangan. Han är en av skolans populäraste killar och något av en idol bland de andra eleverna, då han är bra på allt. Han är beundrad av alla, mest av tjejerna. Men han håller helst distans till andra, även om han har några nära vänner. De flesta andra killar är avundsjuka på hans position. Han har en stor passion för matematik. Han har en flickvän, Mayuka, som är äldre än han är, men han tenderar att förlora sin vaksamhet runt Ninako. Han inser inte sina känslor för henne förrän senare, men försöker att glömma henne genom att hålla sig borta från henne för Mayukas skull. Till slut gör Mayuka slut med Ren eftersom hon märker hans känslor för Ninako, och för att hon vill fokusera på sitt arbete som modell istället för kärleken. Rens känslor för Ninako växer sig starkare och till slut är han oförmögen att dölja dem längre. 
- Takumi Andou (安堂 拓海 Andō Takumi), röst av Tsubasa Yonaga (vomic), Kenn (drama CD); skådespelare Yuki Yamada

Andou är Rens vän från högstadiet och har också en idolliknande status på skolan. Han konkurrerar ibland med Ren som sin rival. Andou drar fördel av sin position och är en player bland de kvinnliga studenterna; men han har inga relationer med dem och tror sig inte passa för en relation. Han ändrar sig dock efter att ha träffat Ninako, som har en stark effekt på honom. Han blir så småningom kär i henne och säger ärligt att han älskar henne. Han är mycket medveten om hennes känslor för Ren och försöker ofta hjälpa henne att komma över Rens relation med Mayuka eller avskräcka henne från att ha känslor för Ren.
- Daiki Korenaga (是永　大樹 Korenaga Daiki), röst av Tomoaki Maeno (vomic), Tetsuya Kakihara (drama CD); skådespelare Jingi Irie

Daiki är Ninakos barndomsvän och har starka känslor för henne i början av berättelsen. Han kommer närmare Ninako efter att hans föräldrar skilde sig och han var tvungen att välja mellan att leva tillsammans med sin mamma och äldre syster eller sin pappa. Eftersom han valde att leva med sin far blev hans förhållande med sin äldre syster sämre. Han blir så småningom kär i och börjar dejta Sayuri, Ninakos vän.
- Mayuka Korenaga (是永 麻由香 Korenaga Mayuka), röst av Yui Shōji (vomic och drama CD); skådespelare Arisa Sato

Mayuka är Daikis äldre syster. Hennes existens har inte så mycket betydelse förrän det visar sig att hon faktiskt är tillsammans med Ren. Hon arbetar som modell, ett arbete hon trodde att hon tog för Rens skull, samtidigt som hon studerar för inträdesprovet till ett universitet. Medan serien fortsätter märker hon Ninakos känslor för Ren men fortsätter vara vänlig mot henne. Hon inser till slut hur ansträngt hennes förhållande med Ren är eftersom hon nästan alltid är upptagen och inte kan träffa Ren lika mycket. Hon gör sedan slut med Ren, eftersom hon vet att Ren är kär i någon annan och hon vill inte att Ren ständigt måste undanhålla sina känslor bara för henne. Hon är medveten om att ingenting någonsin kommer att förbli detsamma eftersom hon själv har förändrats, och innan ville hon inte att Ren skulle förändras.
- Sayuri Uehara (上原 さゆり Uehara Sayuri), röst av Ayumi Fujimura (vomic), Miyuki Sawashiro (drama CD); skådespelare Ena Koshino

Sayuri, som kallas för "Sayu" (さゆ) av sina vänner, är en av Ninakos vänner. Sayuri förälskar sig i Daiki, som hon så småningom börjar dejta. Deras förhållande går dock inte som en dans på rosor. Sayuri blir rädd för att konfrontera Daiki när hon tror att han är otrogen mot henne. Hennes oro för otrohet kommer av dåliga erfarenheter från tidigare förhållanden.
- Tsukasa (つかさ Tsukasa), skådespelare Kaoru Matsuo

Tsukasa är en av Ninakos vänner, och är en riktig pratkvarn. Trots att hon är det, är hon lojal mot Ninako och uppmuntrar henne ofta i kärlek. Hon har vågigt hår som ofta är uppsatt i en tofs.
- Noriko (典子 Noriko), röst av Saki Fujita (vomic)

Noriko, som kallas för "Non-chan" (のんちゃん) av sina kamrater, är en av Ninakos vänner. Hon har långt, rakt hår.
- Tamaki (環 Tamaki), röst av Ayaka Shimizu (vomic), Aira Yuhki (drama CD)

Tamaki är en av Ninakos vänner. Hon har kort, lockigt hår.
- Manabu Miyoshi (三好　学 Miyoshi Manabu), röst av Hiro Shimono (drama CD)

Manabu, mer känd som "Ga-chan" (がっちゃん) bland sina vänner, är en av Rens vänner. Hans kusin äger ett café, där han arbetar. senare börjar Ninako och Andou också arbeta där. Han märker tidigt Rens känslor för Ninako och försöker desperat att para ihop dem.
- Yūtarō Terada (寺田　裕太郎 Terada Yūtarō), röst av Yūki Kaji (drama CD)

Yūtarō, med smeknamnen "Yū" och "Tera" som han kallas av sina vänner, är en av Rens vänner i skolan och är väldigt mogen. Till skillnad från Ga-chan, har han en tendens att vara med realistisk och håller ofta tillbaka Ga-chans matchmakingförsök för att inte besvära Ren. I högstadiet gick han i samma skola som Sayuri, och de började dejta. De gjorde slut när Sayuri trodde att Yū var otrogen mot henne. Yū ångrar att han sårade Sayuri och märkte att deras förhållande inte funkade på grund av deras bristande kommunikation, men visste att de inte kunde gå tillbaka till det de hade förut. Istället uppmuntrar han henne att sluta fred med Daiki när problem förekommer i deras förhållande, och gå vidare när hon gjort så.
- Mao Sugimoto (杉本　真央 Sugimoto Mao), skådespelare Yuina Kuroshima

Mao är ett år yngre än Ninako och de andra. Tidigare var hon tillsammans med Andou, men utnyttjade bara honom för att komma nära hans bästa vän, Ren, som hon då var kär i. Ninako upptäcker så småningom att Mao är orsaken till spänningen mellan Andou och Ren när Mao börjar i samma skola som de tre. Trots att hon från början jagade efter Ren, berättar hon för Andou att hon blev kär i honom på riktigt medan de dejtade, och är villig att konkurrera mot hans känslor för Ninako och till och med hindra Ninako från att vara med Ren om Andou vill det, bara för att få vara med honom igen.